# Hoeve Torenhof

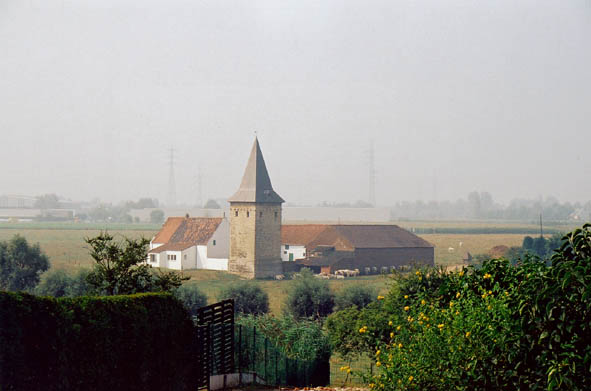
Hoeve Torenhof

De Hoeve Torenhof is een boerderijcomplex in de tot de Vlaams-Brabantse gemeente Asse behorende plaats Kobbegem, gelegen aan Torenhof 7.
Het hof behoorde tot een leen van Bijgaarden en in de 14e eeuw zou het in bezit zijn van Elisabeth van Kobbegem, daarna van Egidius van Quaetrebbe, dan Willem van Assche die de opdracht tot de bouw van het huidige hoevecomplex zou hebben gegeven, en Robert de Cotereau. Vanaf 1600 bleef het goed in handen van deze familie en diens erfgenamen de Taye en Van der Noot.
Het hoevecomplex was oorspronkelijk omgracht. Merkwaardig is de donjon, die in 1951 werd geklasseerd als beschermd monument en uit begin 14e eeuw zou stammen. Deze werd in Lediaanse steen uitgevoerd. In de donjon bevindt zich een gotische schouw. Het huidig woongebouw is van 1754. De gebouwen, alle gegroepeerd om een binnenplaats, omvatten verder boerderijgebouwen waarvan de meeste uit de 18e eeuw stammen. Dit zijn stallen en een langsschuur met inrijpoort.